# 산경전
산경전(山景塼)은 부여에서 발견된 백제 시대의 벽돌이다.
산경전에는 품(品)자 형의 삼봉(三峰: 3봉우리)이 중첩해 있고 산 밑에는 큰 바위가 뾰족하게 튀어나왔으며 산 위에는 수목이 울창하고 가운데는 집이 한 채, 우측에는 한 사람의 도사(道士)와 비슷한 인물이 그려져 있다. 이것은 명백히 삼신산(三神山)과 도관(道觀)과 도사(道士)를 표현한 것으로 여겨지며, 백제가 신선사상(神仙思想) 내지 도교의 영향을 받았다는 증거가 된다.

## 참고 문헌
- 이 문서에는 다음커뮤니케이션(현 카카오)에서 GFDL 또는 CC-SA 라이선스로 배포한 글로벌 세계대백과사전의 내용을 기초로 작성된 글이 포함되어 있습니다.